# تاريخ العلاقات الصينية الأمريكية حتى عام 1948

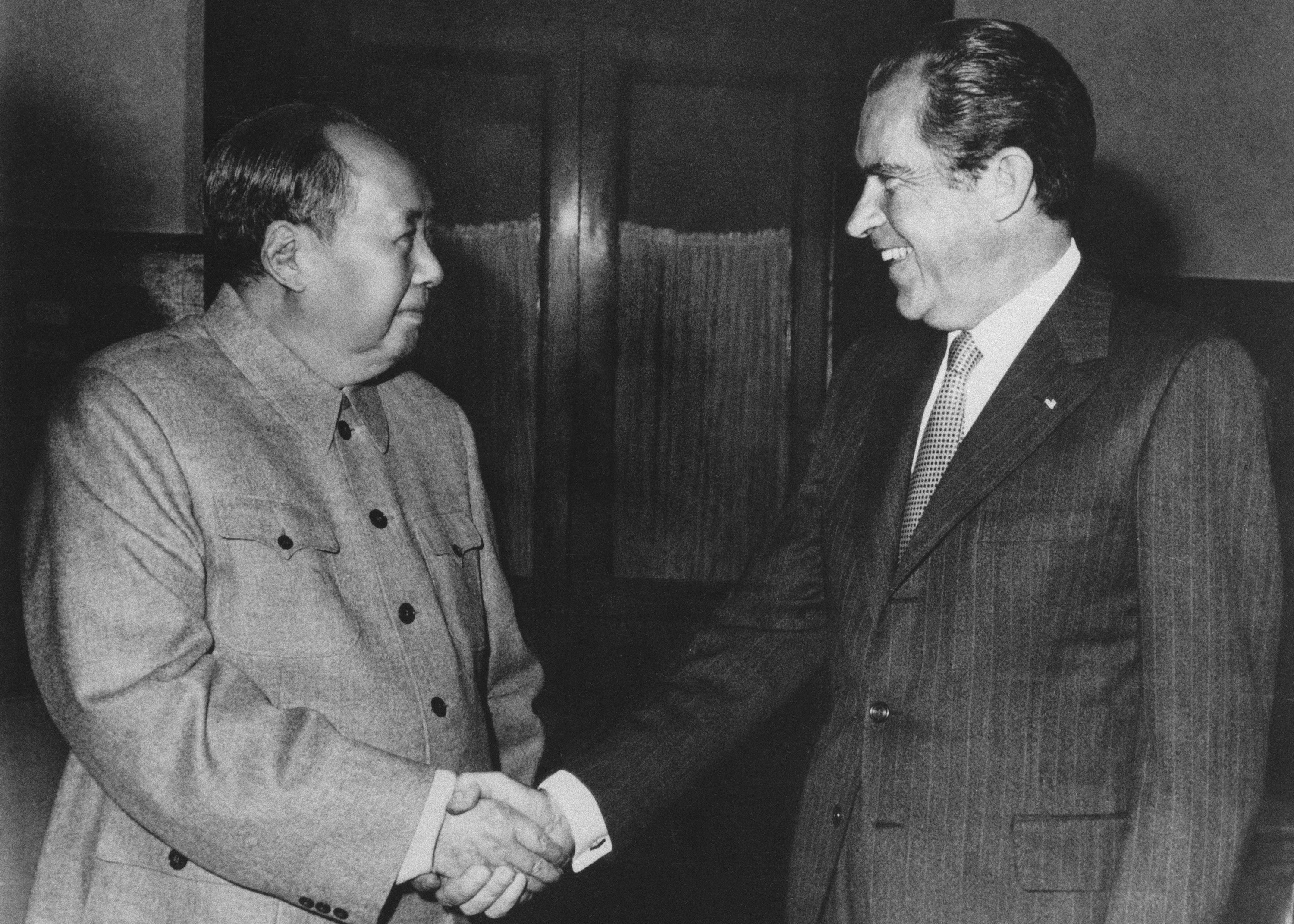
الرئيس ريتشارد نيكسون يصافح الرئيس ماو تسي تونغ، 21/02/1972

يغطي تاريخ العلاقات بين الصين والولايات المتحدة حتى عام 1948 العلاقات بين الولايات المتحدة وعهدي حكم تشينغ والجمهورية.

## سلالة تشينغ والولايات المتحدة الأمريكية
وفقًا لجون بومفريت:
بالنسبة لمؤسسي أمريكا، كانت الصين مصدرَ إلهامٍ. رأوا فيها مجتمعًا متناغمًا اختير مسؤولوه على أساس الجدارة، حيث ازدهرت الفنون والفلسفة، وعمل الفلاحون بسعادة على الأرض. احترم بنجامين فرانكلين نظام السجون في الصين وسعى للحصول على معلومات حول ضوابطها وعن صناعة الحرير وكيف يدفئ شعبها منازلهم.... قارن توماس باين كونفوشيوس بيسوع المسيح. أُعجب جيمس ماديسون وتوماس جيفرسون بقدرة الصين على الانغلاق عن العالم الخارجي، وإيجاد المزية في عزلتها. على النقيض من ذلك، أُصيب الأمريكيون الذين ذهبوا بالفعل إلى الصين، بالارتباك والرهبة من الإمبراطورية.... وصف أماسا ديلانو الصين بأعجوبة بلد البسطاء، زاعمًا أنها «الأولى من ناحية العظمة والثروة والفخامة من بين أي بلد معروف». ومع ذلك، فقد شعر بالقلق أيضًا عندما رأى ما بدا أنه جثث أطفال مخضبة بالدم تطفو على نهر اللؤلؤ.
أرسلت الولايات المتحدة المستقلة حديثًا قناصلًا إلى غوانزو منذ عام 1784 – كان أولهم صامويل شو، مع حمولة كبيرة على متن إمبراطورة الصين، ولم يُستقبل هؤلاء الرجال رسميًا من قِبل المسؤولين الصينيين كممثلين للدولة. اعترف البلدان بوجود بعضهما البعض قبل عام 1844، لكن المفاوضات والمعاهدة التي أُبرمت في ذلك العام كانت أول اعتراف بموجب القانون الدولي. بدأت العلاقات الدبلوماسية الرسمية في 16 يونيو 1844 إذ انخرطت الدولتان في المفاوضات التي أسفرت عن معاهدة وانغشيا.

### تجارة الصين القديمة
جرى الاتجار بالفضة والعملات الذهبية والجنسينغ والفراء، وبشكل بارز أكثر، الشاي والقطن والحرير والأواني المطلية باللك والخزف وقطع الأثاث الغريبة. كانت إمبراطورة الصين أول سفينة أُرسلت للتجارة مع الصين من الولايات المتحدة عام 1784.
أصبح التجار الأمريكيون، ومعظمهم من جمعية شرق الهند البحرية في سالم، ماساتشوستس، أثرياء، مما أسفر عن ظهور الجيل الأول من أصحاب الملايين في أمريكا. بدأ الحرفيون الصينيون في ملاحظة الرغبة الأمريكية في السلع الغريبة وقاموا بتعديل أساليبهم المتبعة وفقًا لذلك، فصنعوا سلعًا مخصصة للتصدير حصرًا. غالبًا ما كانت أواني التصدير هذه مزخرفة بزخارف أمريكية أو أوروبية من أجل الاستفادة الكاملة من التركيبة السكانية للمستهلكين.

### البعثات التبشيرية
كان إليجاه كولمان بريدغمان (1801 – 1861) أول مبشر أمريكي في الصين، وصل عام 1830. سرعان ما تجاوز أحكامه المسبقة التي تربى عليها في بلدته الصغيرة، نيو إنجلاند، ضد «عبادة الأصنام» الصينية، وتعلم اللغة الصينية، وكتب تاريخًا مستخدمًا على نطاق واسع عن الولايات المتحدة بالصينية. أسس دورية السجل الصيني باللغة الإنجليزية في عام 1832، وكانت بمثابة المصدر الرئيسي للحصول على معلومات حول ثقافة الصين وسياستها.

وفقًا لجون بومفريت، فقد كان للبعثات التبشيرية الأمريكية دور جوهري في تنمية الصين. إلى جانب الصينيين المتعلمين في الغرب، وفرت الأدوات اللازمة لكسر القبضة الخانقة للعقيدة التقليدية. علّموا الصينيين العلوم الغربية والتفكير النقدي والرياضة والصناعة والقانون. أسسوا أولى جامعات ومستشفيات الصين. لا زالت هذه المؤسسات، رغم إعادة تسميتها الآن، الأفضل من نوعها في الصين.
«يشير خطاب شانغهاي الجديد إلى الخطوط العريضة لخطة يمكن من خلالها أن تدخل الصين وأمريكا في نظام تبادلات واسع النطاق من أجل مصلحتهما المشتركة. قُدم المخطط من قِبل مبشر محترم في شمال الصين، حيث يوجد عدد كبير من العمالة ونقص في المهارة؛ وحيث أقنعته الخبرة بأن التبادل سيكون مفيدًا لكلا البلدين. تحتاج أمريكا للعمالة، والصين بحاجة إلى المهارة. يمكن للصين أن تقدم الأول، وأمريكا الثاني، وسيستفيد كلاهما من التوريد. أراد دفقَ مليون عامل في كل ولاية من الولايات الغربية والجنوبية، رجال بحكم صبرهم وعاداتهم الكادحة والمحاكية، مستعدون للطاعة والالتزام والعمل؛ وسيأخذ بالمقابل الذكاء الفائق والتعليم الرفيع والإرادة الأقوى، وهي العناصر التي تؤهل الأمريكيين على الابتكار والتخطيط والقيادة. يقول: «دعهم يأتون إلى الصين، ويملؤوا الأرض بالسكك الحديدية والسفن البخارية وخطوط التلغراف. دعهم يطورون مناجمها الضخمة من الفحم والحديد والذهب والفضة والنحاس والرصاص. دعهم يضيئون مدنها بالغاز ويمدوها بالماء. فليصبحوا أطباء ومعلمين وواعظين. دعهم يهيئون لها جيشًا وبحرية، ويقودوهما من أجل خير الأمة الصينية» وما إلى ذلك. من خلال التوزيع الصحيح للفكر والفعل، والفهم الجيد، يتطلع المبشر إلى الوقت الذي ستمسك فيه الإمبراطورية والجمهورية أقدار العالم»

- تبادل المهارات والعمالة --- الصين والولايات المتحدة، 1869، ساينتفك أمريكان (العلمية الأمريكية)  
لعبت المبشرات دورًا خاصًا. نظموا الحملات الدينية الأخلاقية ضد العادات والتقاليد المتمثلة في وأد البنات وربط القدم، مما ساعد على تحقيق ما دعاه بومفريت «أكبر التطورات في مجال حقوق الإنسان في التاريخ الصيني الحديث». استخدم المبشرون التربية البدنية والرياضة لتعزيز أنماط الحياة الصحية، ولإلغاء التقاليد الطبقية من خلال إظهار كيف يمكن للفقراء التفوق، وعن طريق توسيع الأدوار الجندرية باستخدام الرياضات النسائية.
أثناء ثورة الملاكمين 1899 – 1901، أُحرقت مقرات البعثات المسيحية وأُعدم آلاف معتنقي الدين المسيحي وبالكاد نجا المبشرون الأمريكيون بحياتهم.
يقول بول فارغ أن المبشرين الأمريكيين عملوا بجد لتغيير الصين:
أدى نمو الحركة التبشيرية في العقود الأولى من القرن العشرين إلى نسج رابط بين الكنيسة الأمريكية الآخذة بالانتشار والصين، رابطٌ لم يكن موجودًا بين الولايات المتحدة وأي دولة أخرى. ازداد عدد المبشرين من 513 عام 1890 إلى أكثر من 2,000 عام 1914، وبحلول عام 1920 كان هناك 8,325 مبشر بروتستانتي في الصين. في عام 1927، كان هناك ستة عشر جامعة وكلية أمريكية و10 مدارس تخصصية بتصنيف جامعي و4 مدارس لاهوتية و6 كليات للطب. مثلت هذه المؤسسات استثمارًا بقيمة 19 مليون دولار. بحلول عام 1920، كان يوجد 265 مدرسة متوسطة مسيحية وبلغ عدد الطلاب المسجلين 15,213 طالبًا. كان هناك الآلاف من المدارس الابتدائية؛ كان للمشيخيين وحدهم 383 مدرسة ابتدائية يوجد بها نحو 15,000 طالبًا.
نُظمت حملات لجمع الأموال والدعاية على نطاق واسع في جميع أنحاء الولايات المتحدة. دعم الكاثوليك في أمريكا أيضًا عمليات كبيرة للبعثات التبشيرية في الصين.

### كاليب كوشينغ
بعد معاهدة نانكينغ عام 1842 في نهاية حرب الأفيون الأولى عام 1842، أُجبرت العديد من الموانئ الصينية على الانفتاح أمام التجارة الخارجية، مما هدد التجارة الأمريكية في المنطقة. عين الرئيس جون تايلر في عام 1843 الدبلوماسي كاليب كوشينغ من ماساتشوستس مفوضًا ووزيرًا. بهدف إبهار البلاط الإمبراطوري الصيني، ظهرت بعثة كوشينغ على بغتة مع أربع سفن حربية تابعة للبحرية، محملة بالهدايا المصنفة كعجائب علمية بما في ذلك المسدسات والتلسكوبات وإحدى الموسوعات. أحدث وصوله إلى ماكاو في فبراير 1844 ضجة كبيرة على المستوى المحلي، لكن الحكومة الصينية كانت مترددة في تعيين دولة أخرى ذات أفضلية. خلط كوشينغ بذكاء سياسة الترغيب والترهيب. وحذر – من خلال سفنه الحربية – بأن عدم استقبال مبعوث هو إهانة وطنية. هدد بالذهاب مباشرة إلى الإمبراطور – وهو إجراء غير مسبوق. حاول الإمبراطور التأخير، لكنه أرسل أخيرًا مبعوثًا للتفاوض مع كوشينغ، مما أدى إلى توقيع معاهدة وانغشيا في قرية وانغشيا في 3 يوليو 1844. بالإضافة إلى وضعها الدولة الأكثر تفضيلًا، حرص كوشينغ على حصول الأمريكيين على حصانة محلية خارج الحدود الإقليمية؛ مما يعني أن القضايا القانونية التي يتورط فيها أمريكيون داخل الصين سيحكم بها قضاة غربيون، وليس قضاة صينيين. في السنوات التالية، نمت التجارة الأمريكية مع الصين بسرعة، بفضل السفن الشراعية عالية السرعة التي تحمل كميات قليلة نسبيًا من البضائع عالية القيمة، مثل الجنسينغ والحرير. بدأ وصول المبشرين البروتستانت الأمريكيين أيضًا. كان رد الفعل الصيني الشعبي عدائيًا في الغالب، ولكن كان هناك عامل إيجابي وفر قاعدة دعم للبعثات التبشيرية الأمريكية ورجال الأعمال الأمريكيين. بحلول عام 1850 – 1864، تورطت الصين في شباك تمرد تايبينغ الذي أودى بحياة الملايين، ودخلت التجارة الخارجية في حالة ركود.
خلال حرب الأفيون الثانية، اشتبكت القوات الأمريكية وقوات تشينغ لفترة وجيزة في نوفمبر 1856 في معركة حصون السد، وهي أول حالة اشتباك عسكري بينهما. بعد هزيمة الصين في حرب الأفيون الثانية، فر الإمبراطور شيان فنغ من بكين. أقر شقيقه ييشين، الأمير غونغ، على معاهدة تينتسين في اتفاقية بكين في 18 أكتوبر 1860. نصت هذه المعاهدة، من بين بنود أخرى، على أنه إلى جانب بريطانيا وفرنسا وروسيا، سيكون للولايات المتحدة الحق في إقامة مفوضيات في بكين.